# Marco da Silva
Marco da Silva (Compiègne, 10 april 1992) is een Frans voetballer die bij voorkeur als defensieve middenvelder speelt. Hij stroomde in 2011 door vanuit de jeugd van Valenciennes.

## Clubcarrière
da Silva bracht drie jaar door in de jeugdacademie van INF Clairefontaine. In 2007 trok hij naar Valenciennes. Op 31 augustus 2011 debuteerde hij voor Valenciennes in de Coupe de la Ligue tegen Dijon. Hij begon in de basiself en werd na 73 minuten vervangen, terwijl zijn team met 3-2 verloor. Op 19 oktober 2013 scoorde hij zijn eerste doelpunt voor Valenciennes in de Ligue 1 tegen Stade Rennais.